# Serenissimus und die letzte Jungfrau
Serenissimus und die letzte Jungfrau ist eine deutsche Stummfilmkomödie aus dem Jahre 1928. Unter der Regie von Leo Mittler spielt Hans Junkermann die Titelrolle und Margot Landa die weibliche Hauptrolle. Das Drehbuch verfasste Jonathan Jew nach seinem eigenen Roman.

## Handlung
In der „guten, alten Zeit“ (vor 1914): Adele von Luxenstein, gefürchtet als keinen Widerspruch duldende, allseits dominante und matronenhafte Tante des regierenden Fürsten, kurz „Serenissismus“ genannt, hat ein großes Problem. Luxenstein steht kurz vor dem Staatsbankrott. Und so entsendet sie den fürstlichen Minister Kindermann und den Adjutanten Bob nach Berlin, um zwecks Sanierung des Fürstenhauses mit dem dort residierenden Hofbankier zu verhandeln, auf dass dieser mehr Geld herausrücken möge. Ganz en passant sollen die beiden Emissäre aber auch ihr Augenmerk auf eine neue Nachwuchsschauspielerin für das Rollenfach der Naiven am fürstlichen Hoftheater richten. Es wird dringend eine Neubesetzung für die „Jungfrau von Orleans“ benötigt, da sich die Vorgängerin in eben diesem Rollenfach aus dem Staub gemacht hatte, weil die versprochene Bezahlung aufgrund der äußerst klammen Finanzlage nicht geleistet wurde. Zudem ist nicht jede Nachwuchsmimin gleichermaßen begeistert von der Vorstellung des Serenissismus, die als Jungfrauen vermuteten Naiven in der einstigen Tradition des Ius-primae-noctis-Prinzips höchstselbst entjungfern zu wollen.
Da sich der Minister mit den finanziellen Staatsgeschäften zu befassen hat, übernimmt der charmante Bob diesen Part der Dienstreise. Er kontaktiert einen Theateragenten und bandelt mit der aparten Nachwuchsmimin Dina an, die für das Luxenstein’sche Theater infrage käme. Als ein Varietédirektor Dina vom Fleck weg engagiert, verpflichtet er gleichzeitig auch den ebenso ahnungslosen wie überrumpelten Adjutanten, der nun bald vor Publikum sein tänzerisches Talent unter Beweis stellen muss. Dina zuliebe macht Bob den Spaß mit, ahnt aber nicht, dass gerade seine Durchlaucht höchstselbst, der Serenissismus, in Berlin weilt. An der Seite von Minister Kindermann muss Hoheit nun seinen Adjutanten als Varietétänzer entdecken. Serenissismus ist entzückt über Dinas Künste und will sie sofort an sein Hoftheater engagieren. Bob ist weit weniger begeistert von dieser Idee, hat er sich doch zwischenzeitlich in Dina verliebt und will ihre Jungfräulichkeit nicht an den Serenissismus verlieren. Bob weiß nicht, dass es sich bei Dina um die aus einem Mädchenpensionat ausgebüxte, uneheliche Tochter der greisen Fürsten-Tante handelt. Wieder daheim, können die Finanzen des Fürstentums geordnet werden, da sich der Bankier als eine große Summen unterschlagender Ganove herausstellt und jemand die glorreiche Idee hat, in Luxenstein ein Casino zu errichten. Dina und Bob aber werden schließlich ein Paar, und Serenissismus muss sich nach einer neuen „Naiven“ für Theater und persönliche Vergnügungen umschauen.

## Entstehung und Veröffentlichung
Serenissimus und die letzte Jungfrau entstand in Coburg (Außenaufnahmen). Josef Stein übernahm die Produktionsleitung, Kurt Richter entwarf die Filmbauten in Berlin. Der Film passierte am 31. Oktober 1928 die deutsche Zensur und wurde am 1. November 1928 im Berliner Beba-Palast Atrium uraufgeführt. Der Film besaß sechs Akte, verteilt auf 2123 Meter, und wurde mit Jugendverbot belegt.

## Kritik
„Es handelt sich hier um wirklich eines der besten Lustspiele, die in der letzten Zeit zu sehen waren[.] Besondere Erwähnung verdient […] die durchwegs vorzügliche Darstellung, in der sich vor allem Hans Junkermann, Margot Landa, Ernst Verebes und Adele Sandrock teilen, die dem Ganzen eine köstliche, durch das glänzende Zusammenspiel doppelt zur Geltung kommenden Lustspielnote verleihen.“